# زاوية العواء
أو بيتا العذراء  Beta Virginis اسمه التقليدي بالإنجليزية :Zavijava ، مشتق من الاسم العربي وهو نجم في كوكبة العذراء .
نجم زاوية العواء هو أضخم وأكبر كتلة من الشمس و غني بالحديد و هو غني بالعناصر الأثقل من الهيليوم .
تبلغ كتلة زاوية العواء 25و1 كتلة شمسية ، و يبلغ قطره نحو 7و1 قطر شمسي .
بما أنه يقع في مسير الشمس فإنه يتعرض للخسوف بالقمر أو الكواكب و سيحدث أقرب خسوف له في 11 أب 2069 بواسطة الزهرة .
تبعا لنيلسون وأنجل 1998 يمكن أن يملك ثلاث عمالقة غازية في مدارات واسعة. كما أنه يدور حوله قزم بني.
يبلغ قدره الظاهري للضياء 3.61 و يبعد عن الشمس 35.6 سنة ضوئية.